# Comuna Bilașkî, Pohrebîșce
Bilașkî (în ucraineană Білашки) este o comună în raionul Pohrebîșce, regiunea Vinnița, Ucraina, formată din satele Bilașkî (reședința), Smarjînți și Vîșnivka.

## Demografie
Componența lingvistică a satului Bilașkî
     Ucraineană (99,1%)
     Alte limbi (0,9%)
Conform recensământului din 2001, majoritatea populației satului Bilașkî era vorbitoare de ucraineană (99,1%), existând în minoritate și vorbitori de alte limbi.